# Усково (Рыбинский район)
В Ярославской области есть ещё одна деревня Усково, в Ярославском районе.
Усково — деревня в Погорельском сельском округе Глебовского сельского поселения Рыбинского района Ярославской области .
Деревня расположена в северной части Глебовского сельского поселения, на расстоянии около 1,5 км к востоку от автомобильной дороги из центра сельского поселения Глебово на Ларионово. От деревни Стригино, расположенной на этой дороге к Усково идёт просёлочная дорога. К востоку и северу от Усково — расположенный по южному берегу Рыбинского водохранилища заболоченный лесной массив, пересекаемый многочисленными ручьями и мелиоративными канавами, отводящими воды в водохранилище .
Деревня Ускова указана на плане Генерального межевания Рыбинского уезда 1792 года.
На 1 января 2007 года в деревне числился 1 постоянный житель . Почтовое отделение, расположенное в центре сельского округа, селе Погорелка обслуживает в деревне Усково 66 домов .